# Sociedad Deportiva Retuerto Sport
La Sociedad Deportiva Retuerto Sport es un equipo de fútbol de la ciudad de Baracaldo en Vizcaya (País Vasco). Es el equipo representativo del barrio baracaldés de Retuerto. Actualmente juega en la Preferente de Vizcaya. En la temporada 2009-10 debutó por primera vez en su historia en la Tercera División Española.

## Historia
El Retuerto Sport fue fundado en 1923 por lo que suma ya más de 90 años de historia a sus espaldas. Tradicionalmente ha sido un modesto equipo de barrio ligado al barrio baracaldés de Retuerto. Hasta 2009 jugó siempre en las categorías regionales del fútbol vizcaíno. Ese año se proclamó campeón de la División de Honor de Vizcaya, obteniendo el ascenso a la Tercera División Española, categoría en la que debutó en la temporada 2009-10. La estancia del Retuerto Sport en Tercera División duró una única temporada.
El Retuerto Sport es un equipo que cuida con mimo el fútbol base . Por sus filas han pasado algunos jugadores que llegaron a la Primera división española. El portero Iñaki Lafuente inició su formación en el fútbol base del Retuerto antes de pasar a la cantera del Athletic Club. Otros jugadores que llegaron a Primera como Javier Luke y Javier Sa Pasarin "Jabo" que debutaron en categoría regional con el Retuerto Sport.

## Uniforme
El uniforme del Retuerto Sport es muy similar al del Athletic Club.
- Uniforme primer equipo
- Uniforme titular: Camiseta Rojiblanca de franjas verticales, pantalón negro y medias negras. La marca del uniforme es Joma
- Uniforme suplente: Camiseta azul, pantalón azul  y medias azules. La marca del uniforme es Joma.

- Uniforme de portero: Camiseta, pantalón y medias negras. La marca del uniforme es Astore.

- Uniforme futbol base
- Uniforme titular: Camiseta Rojiblanca de franjas verticales con un hueco en la parte central para la publicidad (solo usada en el Juvenil "A"), pantalón negro y medias negras. La marca del uniforme es Joma.

- Uniforme suplente: Camiseta azul, pantalón azul y medias azules . La marca del uniforme es Joma.

- Uniforme de portero: Camiseta celeste con vivos negros, pantalón negro y medias negras. La marca del uniforme es Joma.

## Estadio
Campo de Ibarreta 822 Espectadores

Imagen en Google Maps: 
El campo de Ibarreta es propiedad de la Federación Vizcaína de Fútbol que lo comparte con el Retuerto Sport. Es de hierba artificial.

## Datos del club
- Temporadas en 2ª: 0
- Temporadas en 2ªB: 0
- Temporadas en 3ª: 1
- Mejor puesto en la Liga: 19.º (Tercera División de España temporada 2009-2010)